# محمد ولی قراچورلو
محمد ولی قراچورلو (١٢٩٨-نامعلوم) سیاست‌مدار ایرانی بود، که در دوره‌های  بیست و یکم ،  بیست و دوم  و  بیست و سوم  بعنوان نماینده تهران در مجلس شورای ملی حضور داشت.

## زندگی
محمد ولی قراچورلو به سال ۱۲۹٨ در ورامین متولد شد. بعد از انجام تحصیلات ابتدائی و متوسطه استخدام وزارت کار 
شد. تدریجا در آن وزارتخانه رشد یافت و از مدیران درجه اول آنجا شد و مشاغل از قبیل مدیركلى كار اصفهان، مدیركلى كار تهران را بر عهده داشت.قراچورلو در كابینه‏ ازهاری در آبان‏ماه ١٣۵٧ به معاونت وزارت كار منصوب شد. 
وی در دوره‌های بیست و یکم، بیست و دوم و بیست و سوم در مجلس شورای ملی حضور داشت.